# Zadná hoľa
Zadná hoľa (1620 m n. m.) je vrchol v hlavním hřebeni Kráľovohoľských Tater. Se sousední Homôľkou je nejvyšším vrcholem v této části hřebene. 

## Polohopis
Nachází se v centrální části podcelku, v geomorfologické části Priehyba.  Západně leží sedlem Homolka oddělen stejnojmenný vrch (1660 m n. m.). Východním sousedem je (1544 m n. m.) vysoká Oravcová a severním směrem ze Zadní hole vybíhá rázsocha Veľkého boku (1727 m n. m.). 

## Přístup
Severnímu horizontu dominuje nedaleký masiv Velkého Boku, na který vede  žlutě značený chodník z vrcholu Zadnej hole. Sedlem pod Velkým bokem vede  modře značená trasa z Malužinej, z jižního směru je nejlehčí přístup po  zelené značce z Polomky přes sedlo Homôľka. Hlavním hřebenem a přímo vrcholem Zadní hole vede  červeně značená Cesta hrdinů SNP, spojující sedlo Čertovica s Kráľovou hoľou . 